# Sistema de informação radiológica
Um sistema de informação radiológica  - radiological information system (RIS) é o sistema central para o gerenciamento eletrônico dos departamentos de diagnóstico por imagem. As principais funções do RIS podem incluir agendamento de pacientes, gerenciamento de recursos, rastreamento de desempenho de exames, relatórios, distribuição de resultados e faturamento de procedimentos. O RIS complementa o HIS (sistemas de informação hospitalar) e o PACS (sistema de comunicação e arquivamento de imagens) e é fundamental para um fluxo de trabalho eficiente no setor de radiologia.

## Recursos básicos
Os sistemas de informação radiológica geralmente suportam os seguintes recursos:
- Cadastro e agendamento de pacientes[4]
- Gerenciamento de lista de pacientes[2]
- Interface de modalidade usando listas de trabalho (Dicom Worklist)[4]
- Gerenciamento de fluxo de trabalho dentro de um departamento de radiologia[6]
- Solicitação e digitalização de documentos[7]
- Entrada de resultado[1]
- Relatórios digitais (geralmente usando reconhecimento de voz (VR) ou utilização de templates)[4]
- Relatórios impressos
- Transmissão de resultados via integração HL7/FIHR ou envio de relatórios clínicos por e-mail[8]
- Rastreamento de pacientes[1]
- Documentos interativos[1]
- Criação de arquivos técnicos[3]
- Gerenciamento de materiais[3]

## Características adicionais
Além disso, um RIS geralmente suporta o seguinte:
- Agendamento de consultas[6]
- Reconhecimento de voz (VR)[7]
- Fluxo de trabalho do PACS[9]
- Criação de relatórios personalizados[3]
- Interfaces HL7 com um PACS. O HL7 também permite a comunicação entre HIS e RIS, além de RIS e PACS.[10][11]
- Notificação de descobertas críticas[5]
- Cobrança e controle de Glosas
- Fluxo de trabalho entre instituições[2]

## Exemplos de software RIS
- PHILIPS - TASY (https://www.philips.com.br/)
- MV  - VIVACEMV (https://mv.com.br/)
- Cfaz.net (https://cfaz.net/)
- PIXEON - (https://www.pixeon.com/)
- RT MEDICAL SYSTEMS - RT Connect (https://rtmedical.com.br/)
- FujiFilm - Synapse(https://www.fujifilm.com/)